# 極地求生路
《極地求生路》（英語：The Snow Walker）是一部加拿大電影，改編自法利·莫沃特的短篇故事集《Walk Well, My Brother》，导演是查尔斯·马丁·史密斯。

## 剧情
1951年，北冰洋地區，空軍退伍的出租貨機駕駛員查理，接受委託運送燃料至灣區給當地的愛斯基摩人。查理已經是這一行的老手，這一趟行程原本應該就像一班的航運作業般熟練。但他卻渾然不知，這次的航行，將會是他畢生難忘的一趟旅程。
燃料順利送達後，當地愛斯基摩人要求他後送一名女病患到醫院。查理原本不願，直到獲得值錢的海象牙作為重酬。飛機在回程中機件故障，查理迫降在苔原中，企圖孤身徒步至數百哩外的城鎮求援。由於不具野外求生技能，查理在雨雪風霜中獵取不到食物，點不著火柴，也只能露天過夜，吃冰冷的罐頭食品。終於耗盡火柴，遺失槍彈，迷失於漫天飛舞的蚊蚋中，力盡昏迷。
然而查理其實沒走多遠。熟悉在地環境與生存之道的女病患趕上來救了他。還為他搭建營地、獵取食物、烹調三餐、縫製衣物。查理逐漸復原。
貨機公司組織搜救。查理見飛機由頭上飛過，認定救援人員會以失事地點為目標，於是又回頭走向自己的貨機。到達之後才發現根本沒人來過。連一整架飛機尚且沒找到，更何況荒原上孤零零的人影。查理失去求生意志，在自己飛機上頹廢度日。而女病患繼續她恬淡的生活，卻逐漸成為查理安魂定魄的力量。兩人以極其有限的共通詞彙努力交流。
時序入冬，兩人打包後走向文明。女病患病勢日趨沉重，終於無法走路。查理做出擔架，連人負在背上拖著走。一夜之後，女病患依愛斯基摩習俗，拼著最後一口氣走入荒野，以免拖累他人。查理亦依愛斯基摩習俗做出衣冠塚，以備往生者在另一個世界使用。
冰天雪地中，查理終於走到有人跡之處。

## 角色
- 巴里·佩珀 as Charlie Halliday
- 安娜貝拉·匹噶圖（英语：Annabella Piugattuk） as Kanaalaq
- James Cromwell as Walter "Shep" Shepherd
- Kiersten Warren as Estelle
- Jon Gries as Pierce
- Robin Dunne as Carl
- Malcolm Scott as Warren
- Michael Bublé as Hap
- Brad Sihvon as Mr. Izzard
- Greg Spottiswood as Mr. Moss
- Samson Jorah as Sammy
- William MacDonald as Miner in Bar
- Mariano Aupilardjuk as Elder Inuk
- Peter Henry Arnatsiaq as Young Inuk
- Peter Ipkornerk as Inuit Snow Camper
- Yvo Samgushak as Inuit Snow Camper
- Michael Wallace as Inuit Snow Camper
- Albert Kimaliakyuk as Inuit Snow Camper